# Santa Rita do Passa Quatro
Santa Rita do Passa Quatro è un comune del Brasile nello Stato di San Paolo, parte della mesoregione di Ribeirão Preto e della microregione omonima.